# Pablo Gil y Gil
Pablo Gil y Gil (Alpartir, 26 de enero de 1833 – Zaragoza 10 de abril de 1905) fue un geógrafo, historiador y arqueólogo español del siglo XIX.

## Biografía

### Formación
Parte del linaje de los Gil, familia infanzona y propietarios agrícolas, nació en Alpartir, cerca de La Almunia de Doña Godina. Estudió en Zaragoza y en Madrid, doctorándose finalmente en 1861 con un trabajo sobre la geografía de la Hispania romana. En paralelo, impartió clases como profesor sustituto en la universidad de Zaragoza y mostró tempranamente su interés por la arqueología con un calco para la Real Academia de Historia de una inscripción encontrada en la antigua Bílbilis.
Una vez doctorado, impartió clases sucesivamente en el instituto de Zaragoza y las universidades de Oviedo, Valladolid y Barcelona antes de lograr volver como catedrático a la universidad de Zaragoza en 1868. De su estancia en Oviedo se recuerda particularmente un discurso sobre las libertades políticas en Aragón en la Edad Media. Gil y Gil se convirtió en los años siguiente en uno de los impulsores del estudio moderno de la historia medieval aragonesa. También se le atribuye el haber ordenado los fondos de la biblioteca universitaria de Valladolid.

### Trabajo arqueológico
Gil y Gil se estableció finalmente en la calle Alfonso de Zaragoza y residiría el resto de su vida en dicha ciudad. Como catedrático de Geografía Histórica en la universidad destacó como impulsor de la investigación arqueológica, siendo desde 1869 conservador del Museo de Antigüedades de Zaragoza e iniciando en la década de 1870 las excavaciones en los yacimientos de La Bovina (Vinaceite) y del Cabezo de Alcalá (Azaila). Los hallazgos, difundidos luego en la obra de Anselmo Gascón de Gotor, fueron el comienzo del estudio del periodo íbero en Aragón. Sin embargo, y como era habitual en el periodo, las excavaciones estuvieron orientadas a la obtención de piezas a exponer, con poco cuidado a la preservación del yacimiento. Ello le valió las críticas de los arqueólogos de las décadas siguientes como Juan Cabré, que llegaron a tildar sus excavaciones de "vandalismo".
No sólo fue un promotor de la arqueología sino que también destacó por su interés en la numismática, la historia medieval o el arabismo. Entre otros, adquirió el posteriormente conocido como Cancionero Gil. Fue igualmente responsable del envío a Madrid para su preservación de patrimonio artístico como la colección de cerámica del convento zaragozano de las Hermanitas de los Pobres o artesonados mudéjares de la catedral de Teruel. 

### Profesor y decano
En 1874 pasó a ser catedrático de Historia de España, siendo sus clases en la universidad famosas entre los alumnos. Igualmente fue conocido por sus ideas liberales conservadoras y su defensa del nuevo régimen político así como por su defensa del valor histórico de la Corona de Aragón frente a la moda contemporánea de ridiculizarlo. Miembro del Partido Liberal-Conservador de Cánovas del Castillo, fue el presidente de su asociación local en Zaragoza. En medio del creciente interés por el foralismo que conduciría a un Congreso de Jurisconsultos Aragoneses en 1880, Gil y Gil fue también uno de los miembros de la Academia Jurídico-Práctica.
En 1883 casó con Delfina Bergara, con la que tuvo seis hijos. Ese mismo año le fue concedida la orden de Isabel la Católica.
Convertido en uno de las principales figuras intelectuales de la Zaragoza del siglo XIX, fue elegido decano de la Facultad de Filosofía y Letras en 1884. Fue una gran influencia en su sobrino, el futuro historiador y entonces estudiante de la facultad Eduardo Ibarra y Rodríguez, así como en Andrés Giménez Soler, Julián Ribera y Miguel Asín Palacios. Fue también miembro de la Comisión Provincial de Monumentos y uno de los defensores de la necesidad de mantener el Palacio de Gabriel Zaporta ante la desatención e intentos de venta de la familia propietaria, así como el desamortizado monasterio de Rueda. Fue sin embargo bajo la vicepresidencia de Gil y Gil que se demolió la Torre Nueva de Zaragoza, atrayendo por ello las críticas de Gascón de Gotor.
De sus últimos años se le recuerdan un periodo de trabajos arabistas después de adquirir en 1884 los manuscritos descubiertos ese año en Almonacid de la Sierra. Publicó una recopilación de literatura aljamiada en 1888 y un artículo sobre las Coplas del peregrino de Puey Monzón en 1890. En 1904 participó en el homenaje al arabista foncino Francisco Codera en 1904.
Cuando se crearon los primeros estudios específicos de arqueología en España, fue uno de los primeros catedráticos de la nueva disciplina en el país, que compatibilizó con la que mantenía de historia de España. Su muerte en 1905 supuso la quema por su viuda y herederos de parte de sus papeles, incluyendo las notas originales sobre las excavaciones de Azaila y Vinaceite, y la venta de su colección personal de cerámica y arte antiguo, que fue dispersada y descontextualizada.